# Бог из воде
Бог из воде један је од еуфемистичких назива коришћен у словенској митологији, укључујући и поједине крајеве Србије и Хрватске за воденог човека у кога се веровало да је митолошко биће. За Словене он је представљао моћну силу чијих се услуга није требало лишавати и које се морало на разне начине умилостиивити.

## Опис
У народу Бог из воде је описивано као човека малог раста са црвеном капом на глави, у којој се, по неким казивањима, крила његова снага. Овакав опис воденог демона је потпуно у складу са представама о изгледу водењака чије постојање је забележено на ширим словенским просторима. То указује да на то да се ради о варијанти назива за исто демонолошко биће.
Међу банатским Херама, назив бог из воде користио се као еуфемизам за ђавола.

До поистовећивања водењака са ђаволом дошло је у многим крајевима српског етничког простора, због веровање да ђаво обично борави у води, као и због извесних особина приписиваних водењаку и његове основне функције да дави људе. 
Прем етнолошким истраживањима, идеја да бог из воде има црвену капу у складу је са истоветним описом водењака забележеним међу штајерским Словенцима, као и са начином на који су Лужички Срби замишљали водењака (кога су описивали као кепеца обученог у црвено). С друге стране, представе о томе да је бог из воде патуљастог раста имају своје паралеле како у већ поменутом веровању међу Лужичким Србима, тако и међу Чесима у Мославини (Хрватска), који су га описивали као зеленог патуљка налик жаби. Из појединих веровања забележених међу Пољацима и Русима види се да идеје о патуљастом изгледу водењака  потичу од веровања да водени духови настају од некрштене утопљене деце.